# Saltos ornamentais no Campeonato Europeu de Esportes Aquáticos de 2014 - Trampolim 3 m individual masculino
A prova do trampolim 3 m individual masculino dos saltos ornamentais no Campeonato Europeu de Esportes Aquáticos de 2014 foi realizada no dia 21 de agosto em Berlim, na Alemanha. 

## Calendário
| Fase       | Data         | Hora  |
| ---------- | ------------ | ----- |
| Preliminar | 21 de agosto | 12:00 |
| Final      | 21 de agosto | 16:00 |

Todos os horários estão no horário local (UTC+1)

## Medalhistas
| Ouro                   | Prata               | Bronze             |
| Patrick Hausding (GER) | Ilia Zakharov (RUS) | Illya Kvasha (UKR) |

## Resultados
Esses foram os resultados da competição.
| Pos.              | Saltador            | Nacionalidade | Preliminar | Preliminar | Final  | Final |
| Pos.              | Saltador            | Nacionalidade | Pontos     | Pos.       | Pontos | Pos.  |
| ----------------- | ------------------- | ------------- | ---------- | ---------- | ------ | ----- |
| Medalha de ouro   | Patrick Hausding    | Alemanha      | 465.20     | 2          | 487.85 | 1     |
| Medalha de prata  | Ilia Zakharov       | Rússia        | 469.40     | 1          | 483.20 | 2     |
| Medalha de bronze | Illya Kvasha        | Ucrânia       | 431.35     | 6          | 477.20 | 3     |
| 4                 | Evgeny Kuznetsov    | Rússia        | 457.45     | 5          | 471.40 | 4     |
| 5                 | Jack Laugher        | Reino Unido   | 460.70     | 3          | 471.20 | 5     |
| 6                 | Matthieu Rosset     | França        | 426.45     | 7          | 443.45 | 6     |
| 7                 | Oleg Kolodiy        | Ucrânia       | 414.10     | 9          | 435.30 | 7     |
| 8                 | Stephan Feck        | Alemanha      | 459.85     | 4          | 429.50 | 8     |
| 9                 | Andrzej Rzeszutek   | Polónia       | 421.65     | 8          | 406.55 | 9     |
| 10                | Jesper Tolvers      | Suécia        | 402.10     | 12         | 400.70 | 10    |
| 11                | Michele Benedetti   | Itália        | 405.50     | 11         | 399.55 | 11    |
| 12                | Giovanni Tocci      | Itália        | 406.00     | 10         | 365.85 | 12    |
| 13                | Yorick de Bruijn    | Países Baixos | 384.45     | 13         |        |       |
| 14                | Chris Mears         | Reino Unido   | 371.05     | 14         |        |       |
| 15                | Stefanos Paparounas | Grécia        | 368.90     | 15         |        |       |
| 16                | Antoine Catel       | França        | 365.35     | 16         |        |       |
| 17                | Constantin Blaha    | Áustria       | 358.15     | 17         |        |       |
| 18                | Yauheni Karaliou    | Bielorrússia  | 350.25     | 18         |        |       |
| 19                | Chola Chanturia     | Geórgia       | 348.80     | 19         |        |       |
| 20                | Vinko Paradzik      | Suécia        | 341.90     | 20         |        |       |
| 21                | Espen Valheim       | Noruega       | 341.10     | 21         |        |       |
| 22                | Andrei Pawluk       | Bielorrússia  | 338.20     | 22         |        |       |
| 23                | Alberto Arévalo     | Espanha       | 318.20     | 23         |        |       |
| 24                | Jouni Kallunki      | Finlândia     | 311.50     | 24         |        |       |
| 25                | Fabian Brandl       | Áustria       | 310.85     | 25         |        |       |
| 26                | Kacper Lesiak       | Polónia       | 281.80     | 26         |        |       |
| 27                | Botond Bóta         | Hungria       | 240.95     | 27         |        |       |